# Søren Weiss
Søren Weiss (* 22. Oktober 1922 in Ribe; † 22. März 2001 in Kopenhagen) war ein dänischer Schauspieler.

## Leben
Søren Weiss wuchs in der süddänischen Kleinstadt Ribe auf.
Nach seinem Schulabschluss zog er nach Kopenhagen, wo er fortan lebte. Dort absolvierte er von 1940 bis 1945 seine Schauspielausbildung an der Eleveskole des Königlichen Theaters Kopenhagen, wo er auch sein Bühnendebüt als Darsteller hatte. Als Bühnendarsteller wirkte er in zahlreichen Theaterstücken, Musicals und in Kabarett-Programmen mit, so unter anderem auch am Folketeatret, am Odense Teater, am Aarhus Teater, am Theater Helsingør oder am Esbjerg-Theater. Von 1943 bis 1997 wirkte er als Schauspieler vor der Kamera in mehr als 20 Film-und-Fernsehproduktionen mit.
Søren Weiss war zweimal verheiratet. Beide Ehen blieben kinderlos. Er starb im März 2001 im Alter von 78 Jahren. Seine Grabstätte befindet sich auf dem katholischen Friedhof in Kopenhagen.

## Filmografie (Auswahl)
- 1943: Ebberod Bank
- 1944: Frechheit siegt
- 1950: Cafe Paradis
- 1958: Elverhøj
- 1961: Einer unter vielen
- 1969: Geld zum zweiten Frühstück
- 1974: Eines Tages wird Dänemark frei sein
- 1977: Ein Haus in der Provinz (Fernsehserie, 1 Folge)
- 1978: Red beset
- 1982: Josses piger - befrielsen er naer!
- 1991: Väter und Söhne
- 1997: Bryggeren (Fernsehserie, 1 Folge)